# Міддлтаун (округ Нортамберленд, Пенсільванія)
Міддлтаун (англ. Middletown) — переписна місцевість (CDP) в США, в окрузі Нортгемптон штату Пенсільванія. Населення — 7529 осіб (2020).

## Географія
Міддлтаун розташований за координатами 40°38′38″ пн. ш. 75°19′29″ зх. д. / 40.64389° пн. ш. 75.32472° зх. д. (40.644006, -75.324584).  За даними Бюро перепису населення США в 2010 році переписна місцевість мала площу 6,80 км², з яких 6,79 км² — суходіл та 0,01 км² — водойми.

## Демографія
Згідно з переписом 2010 року, у переписній місцевості мешкала 7441 особа в 2814 домогосподарствах у складі 2181 родини. Густота населення становила 1094 особи/км².  Було 2894 помешкання (426/км²).
Расовий склад населення:
| - 89,3 % — білих - 3,9 % — чорних або афроамериканців - 1,6 % — азіатів - 0,1 % — корінних американців - 3,1 % — осіб інших рас |

До двох чи більше рас належало 1,9 %. Частка іспаномовних становила 9,6 % від усіх жителів.
За віковим діапазоном населення розподілялося таким чином: 21,4 % — особи молодші 18 років, 62,7 % — особи у віці 18—64 років, 15,9 % — особи у віці 65 років та старші. Медіана віку мешканця становила 44,0 року. На 100 осіб жіночої статі у переписній місцевості припадало 96,7 чоловіків;  на 100 жінок у віці від 18 років та старших — 94,1 чоловіків також старших 18 років.
Середній дохід на одне домашнє господарство  становив 91 345 доларів США (медіана — 70 125), а середній дохід на одну сім'ю — 94 253 долари (медіана — 82 846). Медіана доходів становила 60 523 долари для чоловіків та 40 938 доларів для жінок. За межею бідності перебувало 4,1 % осіб, у тому числі 7,6 % дітей у віці до 18 років та 1,7 % осіб у віці 65 років та старших.
Цивільне працевлаштоване населення становило 3673 особи. Основні галузі зайнятості: освіта, охорона здоров'я та соціальна допомога — 27,5 %, виробництво — 14,0 %, роздрібна торгівля — 12,6 %.